# Independència de Xile
La independència de Xile és el procés històric que va permetre que Xile fos un estat independent i no part de l'Imperi Espanyol. Normalment, la història explica que aquest procés d'independència va tenir lloc des de la instauració de la Primera junta nacional de govern de Xile (18 Setembre de 1810), junta que es va crear derivada de la captura del rei Fernando VII d'Espanya per part de Napoleó Bonaparte. Fins que va acabar amb l'abdicació de Bernardo O'Higgins al càrrec de director suprem (28 Gener de 1823)Durant la major part d'aquesta etapa històrica es va dur a terme una guerra.
Oficialment la Independència de Xile va ser declarada l'1 de gener de 1818, va ser jurada el 12 de febrer d'aquell any. Va ser reconegut com un estat independent per Espanya el 24 d'abril de 1844.

## Revolucions a Xile
Abans del 1810 a Xile ja hi havien revoltes a favor de la independència, com el "Motí dels tres Antonios". Però després que les autoritats arrestessin a ciutadans destacats i s'involucressin en un cas de contraban la pressió va augmentar i per això, García Carrasco (el responsable d'aquestes intervencions) va decidir dimitir del seu càrrec al 1810. La inquietud no va acabar aquí degut a les disputes polítiques i bèl·liques que tenien lloc a Europa. Napoleón Bonaparte havia declarat que el nou rei d'Espanya seria el seu germà Jose Bonaparte, obligant a l'actual rei en aquell moment (Carlos IV) i el seu fill (Fernando VII) a renunciar al seu dret al tro.

## Ideals polítics
Es van formar tres ideals polítics:
- La monarquista conservadora, deia que Xile era una colònia Espanyola i que devia lleialtat al rei i a les autoritats.
- Autonomistes, deien que Xile devia lleialtat al rei, no a les autoritats intermèdies com el virregnat de Perú.
- Independentistes o en aquella època coneguts com a "Los exaltados" que volien que Xile fos un estat independent

## Desigualtat social a Xile
La idea de l'independentisme també ve derivada de la desigualtat social que hi havia a Xile, per exemple, els espanyols de naixement tenien més drets que els originaris de Xile.

## Etapes
Segons els historiadors, aquest procés està dividit en tres etapes. La Pàtria Vella, la Reconquesta i la Pàtria Nova. Totes les etapes comencen i acaben amb una batalla o moment important d'aquest procés.

### Pàtria Vella
La Pàtria Vella és la primera etapa i la transcorreguda entre la Primera Junta de Govern de Xile (18 Setembre de 1810) i la batalla de Rancagua (1-2 Octubre de 1814). La batalla de Rancagua va supondre la derrota del patriotes i la victòria dels reials. Aquest període es caracteritza per la transformació d'un moviment autonomista en un independentista. En aquesta etapa es destaca molt la participació dels germans Carrera, algunes de les batalles que van tenir lloc a la Pàtria Vella van ser; la batalla de Yerbas Buenas, la de el Quilo, la de Membriller entre altres

### Reconquesta
Es la segona etapa, comença just quan acaba la batalla de Rancagua, i acaba amb la victòria de l'exèrcit dels andes (patriotes)a la batalla de Chacabuco (12 Febrer de 1817) Durant aquesta etapa es va tornar a instaurar el règim colonial i molts dels independentistes es van exiliar. Quan els patriotes van guanyar la batalla de Chacabuco es va acabar aquest intent de tornar a l'antic règim

### Pàtria nova
Aquesta es l'última etapa coneguda, transcorre entre la batalla de Chacabuco (1817) i el 28 de gener de 1823 dia en que Bernardo O'Higgins va renunciar al poder. Els fets que van ocórrer durant aquesta etapa van ser els que va aconseguir la independència de Xile.
Després que es jures la independència de Xile, l'últim territori de Xile en poder espanyol, l'illa de Chiloé, va ser recuperada i també declarada part de l'estat independent al 1826.

## Festes de la pàtria
Les festes pàtries de Xile, comunament conegudes com "el dieciocho" commemoren des de 1811 l'inici del procés d'independència d'Espanya. Al principi les festes duraven dies, fins i tot podien arribar a durar setmanes però, al 1915 es va declarar oficialment que durarien 2 dies. El 18 de Setembre es commemora la Independència Nacional, i el 19 és la celebració en honor de l'exèrcit. Les preparacions d'aquests dies es comencen a preparar els primers dies del mes, per això el mes de Setembre és conegut com el "mes de la pàtria". Els colors de la bandera, blau, vermell i blanc es veuen per tots els carrers de pobles i ciutats.